# Császári és Királyi Huszárok
A Császári és Királyi Huszárság a Császári és Királyi Hadsereg, más néven a közös hadsereg három lovassági alakulatának az egyike volt.
A huszárság mellett léteztek még dragonyos és ulánus alakulatok.

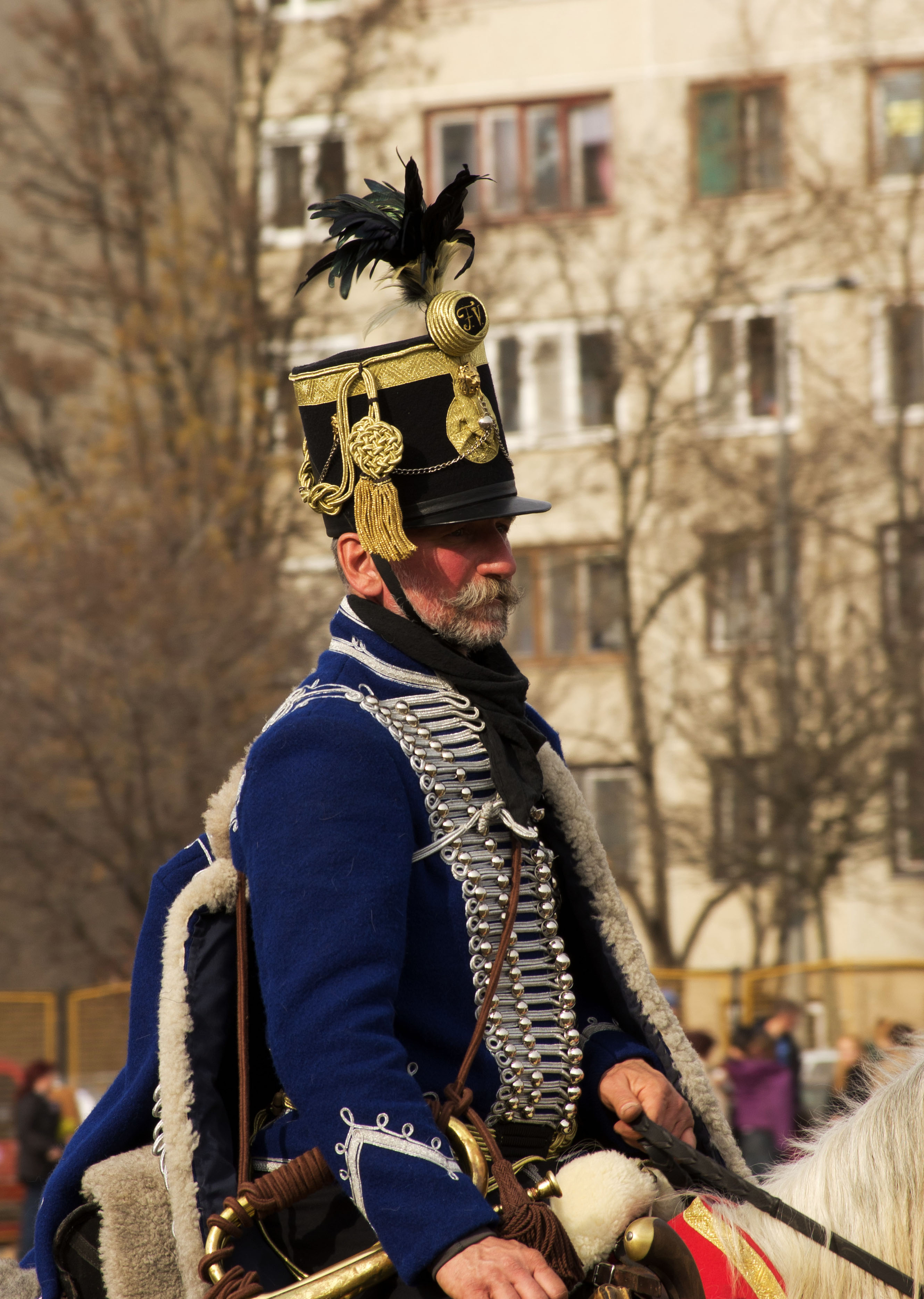
Hagyományőrző huszár napjainkban, fején tiszti huszárcsákó, melynek tetején elöl a csákórózsa sodort aranyszálakkal van körülvarrva, közepén fekete alapon aranyszálakkal hímzett F.V. névjel [A tollak nem autentikusak, lószőr forgó volt a korabeli huszárcsákón.

A Magyar Királyi Honvédség szintén rendelkezett ún. magyar királyi honvéd huszárezredekkel.
A Császári Királyi Honvédség nem rendelkezett huszársággal.
A Habsburg Birodalom elveszítette a Poroszországgal vívott 1866-os háborút, aminek következtében alakult meg a Német Birodalom 1872-ben.
Az osztrák vezetők az 1867-es kiegyezéssel stabil hátországot próbáltak létrehozni, ahol békés megegyezés született a Magyar Királysággal. Ez autonómiát biztosított a Szent Korona országainak.
Az új államszervezet duális rendszere miatt külön állandó hadsereget állított fel Ausztria, ill. Magyarország is egy-egy honvédséget. Az addigi hadsereg a nagymúltú alakulataival pedig lett az ún. Közös Hadsereg.
]
A Magyar Királyi Honvédség ún. honvéd huszárezrdedet állított fel, amíg az Osztrák Császári Honvédség csak ulánus ezredeket állított fel.

## Szervezete
A Közös Hadsereg 16 huszárezreddel rendelkezett, amíg a Magyar Királyi Honvédség 10-et. Hagyományosan a huszárezredeket a Magyar Királyság területéről behívott sorállománnyal töltötték fel.
A huszárezredeket többnyire Magyarországon is állomásoztatták.
Az ezredek ezred parancsnoksággal, törzzsel és két darab három százados huszárosztállyal rendelkeztek.
1868-ban az ezredeket lovas dandárokban, illetve egy részüket lovassági hadosztályokba vonták össze. Így kialakultak hadosztály lovasságok illetve lovashadosztályok.
1868 márciusában kiadott körrendelet alapján a hat századból álló ezredeket két osztályra tagolták a századok béke létszámát 136 főben és 118 lóban határozták meg, minden ezrednek volt egy potteste, század-szintű erő, amely azon hadtest parancsnokság területén állomásozott ahonnan az újoncozás történt.
1869-ben újból szabályozták a századok keretállományát, ennek során 171 főben és 149 lóban határozták meg.
1873-tól 16 huszárezred, 14 dragonyos ezred és 11 ulánus ezred képezte a közös hadsereg lovasságát.
Az önálló lovashadosztályok három dandárból, ezek pedig két ezredből álltak.
A huszárezredeknél megkezdődött a kiegészítő feladatokat ellátó alosztályok kialakítása, az 1- 5. század mindegyikéből négy-négy huszárt századutásznak képeztek ki. Ács, illetve földmunkás felszereléssel látták el őket. A 6. század 4. szakaszát teljes egészében utászszakasszá szervezték át. Utak és vasutak rombolására, építésére, helyreállítására képezték ki és szerelték fel.
1881-től újra szervezték az ezredutász szakaszokat és ezek már az ezredtörzshöz tartoztak a 6. század ismét 4 lovashuszárszakaszból állt.
Egy tábori csendőrszolgálatra kiképzett járőrt is felállítottak a huszárezredeknél, mely egy tisztből és három altisztből állt.
1890-ben az ezredtörzsnek egy–egy törzslovasszakaszt és egy távíró járőrt kell felállítani.
1910-től a huszárezredek távíró járőreit távíró szakaszokká fejlesztették, amelyeket ezred közvetlen alakulatként két-két telefonnal, illetve optikai állomással szereltek fel.
A huszárok gyalogos harcra való kiképzésére is jelentősebb hangsúlyt fektettek és az ezredek kötelékébe lovas géppuskás osztagok kerültek be. 1914-ig a 8 darab 7M Schwarzlose rendszerű gépfegyverekkel ellátott, 60 főt számláló alosztályoknak a száma 13 lett.

## Császári és királyi huszárezredek 1914-ben
- Császári és Királyi 1. I. Ferenc József Huszárezred
- Császári és Királyi 2. Frigyes Lipót porosz herceg Huszárezred
- Császári és Királyi 3. gróf Hadik András Huszárezred
- Császári és Királyi 4. Arthur connaughti és strathearni herceg Huszárezred
- Császári és Királyi 5. gróf Radetzky József Huszárezred
- Császári és Királyi 6. II. Vilmos württembergi király Huszárezred
- Császári és Királyi 7. II. Vilmos német császár és porosz király Huszárezred
- Császári és Királyi 8. Tersztyánszky Károly Huszárezred
- Császári és Királyi 9. gróf Nádasdy Ferenc Huszárezred
- Császári és Királyi 10. Vilmos Huszárezred
- Császári és Királyi 11. Székely Határőr Huszárezred
- Császári és Királyi 12. Nádor Huszárezred
- Császári és Királyi 13. Jász-Kun Huszárezred
- Császári és Királyi 14. Kolossváry Dezső Huszárezred
- Császári és Királyi 15. Ferenc Szalvátor Huszárezred
- Császári és Királyi 16. gróf Alexander von Üxküll-Gyllenband Huszárezred

## Magyar királyi honvéd huszárezredek
- Magyar Királyi 1. Honvéd Huszárezred - Budapest
- Magyar Királyi 2. Honvéd Huszárezred - Debrecen
- Magyar Királyi 3. Honvéd Huszárezred - Szeged
- Magyar Királyi 4. Honvéd Huszárezred - Szabadka
- Magyar Királyi 5. Honvéd Huszárezred - Kassa
- Magyar Királyi 6. Honvéd Huszárezred - Zalaegerszeg
- Magyar Királyi 7. Honvéd Huszárezred - Pápa
- Magyar Királyi 8. Honvéd Huszárezred - Pécs
- Magyar Királyi 9. Honvéd Huszárezred - Marosvásárhely
- Magyar Királyi 10. Honvéd Huszárezred - Varasd

## Lásd még
- Huszár
- A Császári és Királyi Hadsereg rendfokozatai (szárazföldi egységek)
- A Császári-Királyi Hadsereg 1848-1849-ben
- Magyar Királyi Honvédség